# Teucholabis audax
Teucholabis audax är en tvåvingeart som beskrevs av Alexander 1913. Teucholabis audax ingår i släktet Teucholabis och familjen småharkrankar.
Artens utbredningsområde är Panama. Inga underarter finns listade i Catalogue of Life.